# 天主教信阳教区
天主教信阳教区（Dioecesis Siniamensis）是罗马天主教在中国河南省设立的一个教区。

## 历史
1927年12月15日，教廷从開封府代牧区分设信陽州监牧区。由德国圣言会负责。1933年4月25日，升格为信阳州代牧区。1946年4月11日，信阳代牧区升格为信阳教区。1966年文化大革命開始，天主教活動被禁止。

## 教堂
- 主教座堂

## 主教
- 法乐维（Fr. Giorgio Froewis, S.V.D.）生于德国。1928年-1932年逝世。
- 史赫曼（Bishop Ermanno Schoppelrey, S.V.D.） 1933年 – 1940年
- 張作恆, S.V.D. 张维笃 1941年– 1949年
- Bishop Antonio Pott, S.V.D.1951年 小 – 1954（20世纪50年代初被逐出大陆）

## 信徒
1950年，信阳教区信徒13,654人。